# 佐藤功 (教育学者)
佐藤 功（さとう いさお、1960年 - ）は、日本の教育学者。大阪大学大学院人間科学研究科教授。筆名航 薫平。

## 人物・経歴
大阪府生まれ。1984年大阪市立大学（現大阪公立大学）文学部史学地理学科卒業、大阪府立高等学校社会科教諭。2005年大阪大学大学院人間科学研究科前期博士課程修了。2018年大阪大学大学院人間科学研究科教授。

## 著書
- 『気がついたらボランティア : 車イスmapつくり隊』学事出版 2000年
- 『職員室の"裏ワザ"100連発 : 教師がつながり、学校が元気になる』（西村康悦, 中村貴彦, 井沼淳一郎と共著）学事出版 2005年
- 『笑顔の「生徒指導」 : カリスマ教師じゃなくてもできる : カリスマ教師じゃないからできる』学事出版 2008年
- 『えーっ！バイト高校生も有給休暇とれるンだって！』フォーラム・A 2012年
- 『高校生が教える先生・保護者のためのLINE教室』学事出版 2015年

### 編著
- 『今こそ学校で憲法を語ろう』（渡辺治, 竹内常一と共編著）青木書店 2007年
- 『現場発！ 高校「総合探究」ワークを始めよう』学事出版 2021年
- 『はじめてつくる「探究」の授業 : 「総合的な学習・探究の時間」を極めるためのワークシート』大阪大学出版会 2023年